# فرحات بات إبراهيم
فرحات بات إبراهيم (مواليد العقد 1730، ووفيات 1756) شاعرة يهودية مغربيّة.
كانت بات إبراهيم عضوًا في عائلة بار أديبة المغربية، وهاجرت من تونس إلى المغرب في ثلاثينيات القرن الثامن عشر مع والدها وشقيقها. كانت معروفة بعلمها، ووصفت بأنها عالمة بالتوراة. كتبت مقالات وشعرًا باللغة العبرية.
تحت اسم بات جوزيف، كتبت فرحات بات إبراهيم تعليقات على الكتاب المقدس وكانت معروفةً أيضًا لامتلاكها عددًا من الكتب.
توفيَت فريحات، وقام والدها ببناء كنيس يهودي لذكراها، والذي أصبح مكانًا للحج للنساء اليهوديات التونسيات . كانت تحظى بالتبجيل باعتبارها شخصًا مقدسًا، أو قديسة.

## الفهرس
- إميلي تايتز، وسوندرا هنري، وشيريل تالان، دليل الجمعية العامة للنساء اليهوديات: من عام 600 قبل الميلاد إلى عام 1900 ميلادي ، 2003